# C/2012 H2 (Макнота)
C/2012 H2 (Макнота) — одна з короткоперіодичних комет типу комети Галлея. Відкрита 29 квітня 2012 року Робертом Макнотом. На час відкриття мала зоряну величину 18,6.